# Durrës
Durrës (alb. Durrësi, wł. Durazzo, gr. Δυρράχιον, Dyrrhachion, łac. Dyrrachium, srb. Драч Drač) – miasto w zachodniej Albanii, położone nad Morzem Adriatyckim. Jedno z najstarszych miast w Albanii, drugie (po Tiranie) pod względem liczby ludności (113 249 mieszkańców w 2011 r.); główny port kraju. Siedziba władz obwodu oraz gminy Durrës.

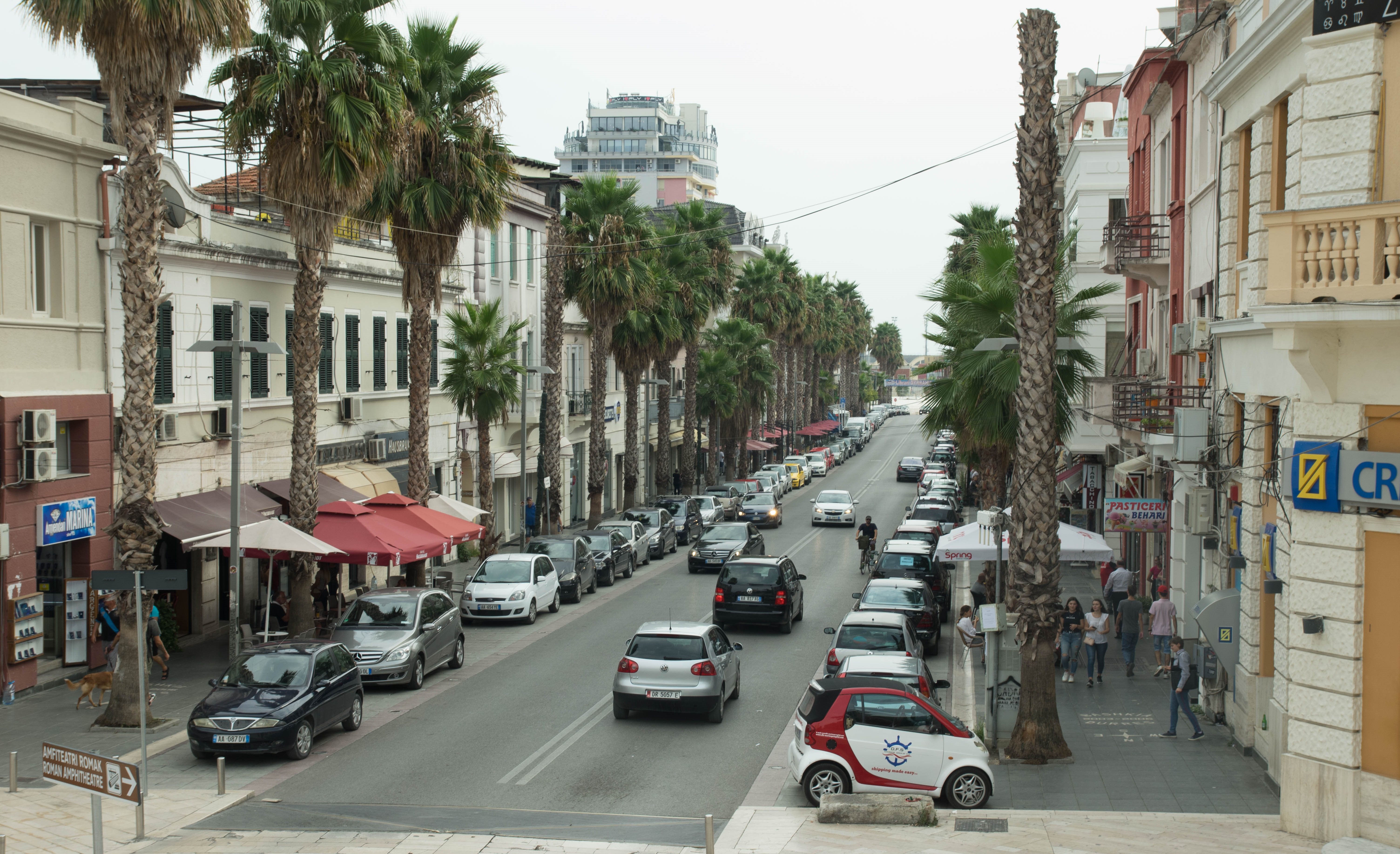
Centrum Durres 2019

## Historia

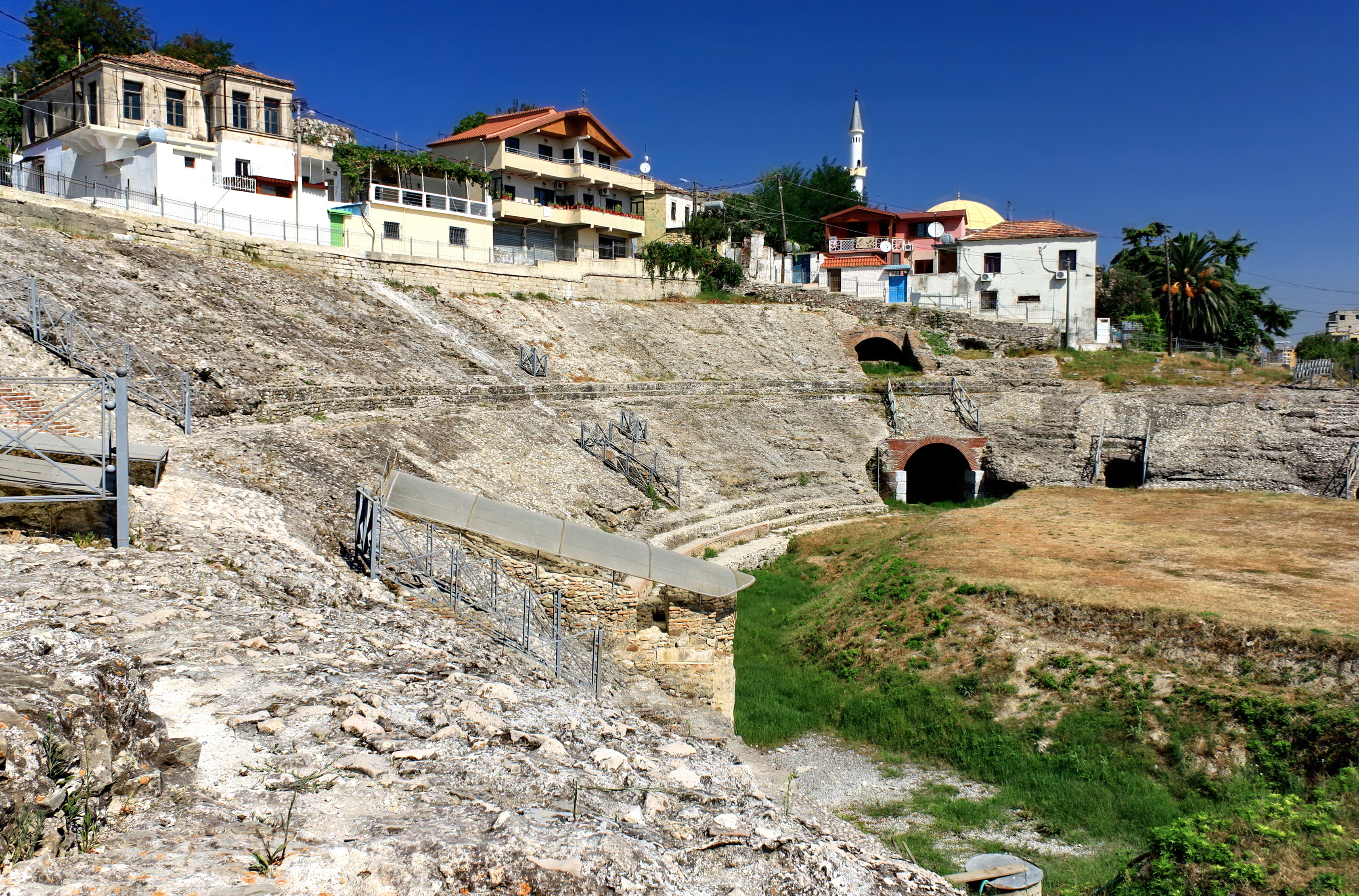
Amfiteatr rzymski

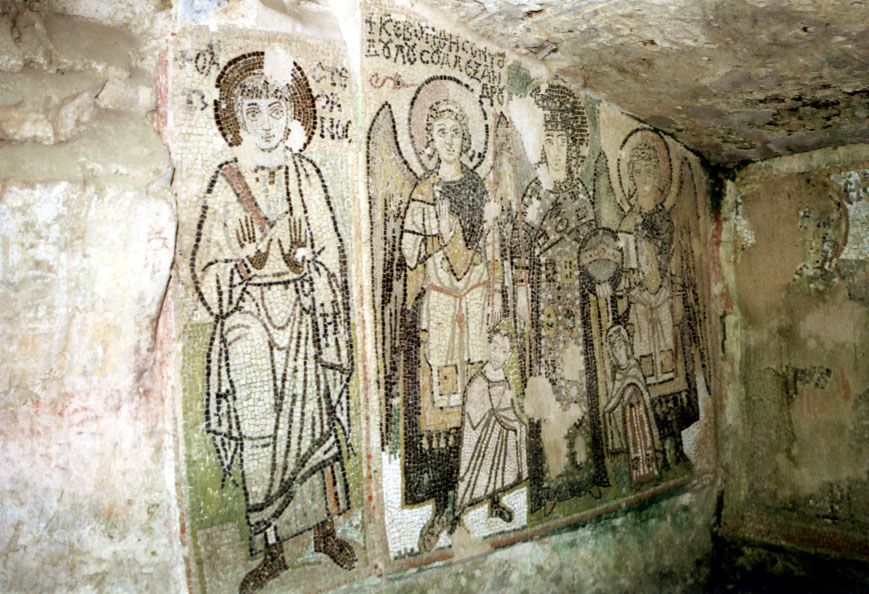
Mozaiki bizantyńskie

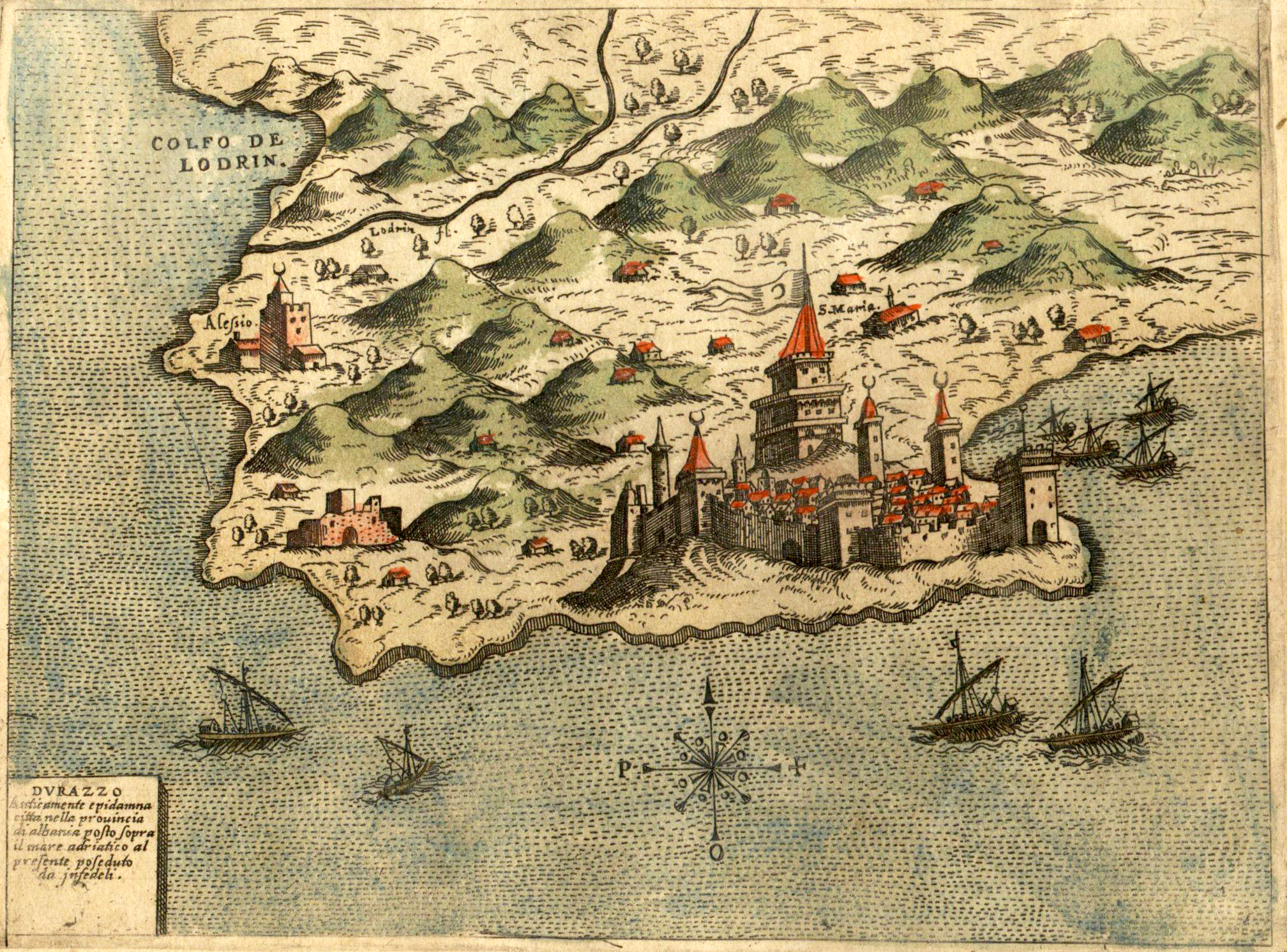
Durrës w 1573 r.

Założone w 625 roku p.n.e. w czasach greckich kolonizacji pod nazwą Epidamnos na cześć swego założyciela, na terenach zamieszkałych przez plemiona ilyryjskie. Założone przez dwa polis greckie – Korynt i Korkyrę. Ze względu na różnice ustrojowe obu polis (Korynt – rządziła arystokracja, Korkyra – demokracja) wybuchł konflikt, który doprowadził do II wojny peloponeskiej. Po śmierci Aleksandra Wielkiego na krótko miasto trafiło pod rządy iliryjskiego króla Glaukiasa. Po nim, około 220 r. p.n.e., przejęli je Rzymianie, nazywając je Dyrrachium. Początkowo funkcjonowało jako prowincjonalny ośrodek administracyjny, z czasem stało się główną bazą przeładunkową rzymskich legionów na wschodnim wybrzeżu Adriatyku. Około 130 r. p.n.e. stało się punktem początkowym ważnej rzymskiej drogi Via Egnatia, prowadzącej na wschód przez całe Bałkany aż do miasta Bizancjum (późniejszego Konstantynopola). Dzięki temu Dyrrachium stało się ważnym ośrodkiem handlowym. W czasach panowania rzymskiego wybudowano wiele gmachów publicznych: wodociągi, kanalizację, termy, amfiteatr. Właśnie stąd w 48 roku p.n.e. Juliusz Cezar wyruszył na bitwę pod Farsalos przeciwko Pompejuszowi w trakcie rzymskiej wojny domowej. W 346 roku miasto ucierpiało w wyniku trzęsienia ziemi, które uszkodziło także drogę Via Egnatia.
Po podziale Cesarstwa Rzymskiego w 395 roku Dyrrachium znalazło się w jego części wschodniej – Cesarstwie Bizantyńskim, stając się jednym z ważniejszych jego portów, łączących go z Europą Zachodnią. W kolejnych wiekach wielokrotnie najeżdżali je barbarzyńcy: Ostrogoci pod wodzą Teodoryka Amala, Frankowie, Słowianie. Pod koniec IX wieku Bułgarzy pod wodzą cara Symeona I dotarli do wybrzeża Adriatyku i włączyli miasto do swojego Pierwszego Carstwa Bułgarskiego. W latach 1000–1018 toczyły się walki między Bułgarią i Bizancjum i miasto kilkakrotnie przechodziło z rąk do rąk. Po zniszczeniu Pierwszego Carstwa Bułgarskiego miasto na długi czas ponownie włączono do Bizancjum i zostało ogłoszone stolicą temu Dyrrhachion.W XI i XII wieku miasto stało się celem ataków sycylijskich Normanów, chcących zdobyć dla siebie przyczółek na Bałkanach. W 1081 r. było oblegane przez Roberta Guiscarda, a bronione przez szwagra cesarza bizantyńskiego – Grzegorza Paleologa. Po nieudanej próbie zakończenia oblężenia ze strony armii cesarza Aleksego I Komnena, w październiku 1081 r., Dyrrachium zostało zdobyte przez Normanów. Niecałe 30 lat później zostało odzyskane przez Bizantyńczyków. W 1107 roku syn Roberta Guiscarda, Boemund, próbował zdobyć Dyrrachium, ale bez skutku. W 1185 roku miasto ponownie zostało przejęte przez Normanów, tym razem bez oporu. W 1272 Karol Andegaweński ogłosił miasto stolicą Księstwa Albanii, a niecały rok później nastąpiło kolejne bardzo poważne trzęsienie ziemi, w wyniku którego doszło do znacznych zniszczeń na terenie miasta. W 1292 Durrës zostało zdobyte przez Serbów, ale w 1304 roku zostało odbite przez Filipa I z Tarentu. W 1317 lub 1318 roku miasto ponownie zdobyli Serbowie. W 1322 roku bracia Filip I z Tarentu, „władca Królestwa Albanii” oraz Jan, hrabia Graviny, wraz z synem Jana Robertem zorganizowali wyprawę do Albanii, aby odbić Dyrrachium, jednak Serbowie utrzymali Durrës do 1355 roku, kiedy to ponownie przeszło ono w ręce Neapolitańczyków, a następnie rodu Topia.W 1366 miasto zdobyli Serbowie. W XIV wieku było największym miastem na ziemiach dzisiejszej Albanii, licząc ówcześnie 25 tys. mieszkańców. W latach 1392–1501 Dyrrachium było posiadłością Republiki Weneckiej. Od 1466 roku kilkakrotnie było oblegane przez Turków osmańskich, którym ostatecznie udało się podbić je w 1501 roku włączając miasto do Imperium Osmańskiego.
Po odzyskaniu niepodległości, 7 marca 1913 roku, Durrës zostało tymczasową stolicą Albanii. Do 1920 roku, kiedy stolicę kraju przeniesiono do Tirany, Durrës było największym i najważniejszym albańskim miastem. Podczas I wojny światowej było okupowane wpierw przez wojska włoskie, a później austriackie. Austriacy wówczas zbudowali tu bazę okrętów podwodnych, co w 1918 roku doprowadziło do bombardowania miasta przez wojska Ententy. Za panowania króla Zogu I miasto przeżywało okres rozwoju. Zachęceni przez władcę Włosi zaczęli tu chętnie inwestować. Rozwój ten na krótko zatrzymało trzęsienie ziemi z 1926 roku, po którym jednak miasto zostało odbudowane, z pomocą Włochów. W Durrës, 6 kwietnia 1939 roku, rozpoczęła się inwazja faszystowskich Włoch na Albanię, po której kraj ten stał się włoskim protektoratem. Po zakończeniu II wojny światowej i odzyskaniu niepodległości Durrës straciło na znaczeniu handlowym ze względu na postępującą samoizolację kraju prowadzoną przez reżim komunistyczny. Przybijały tu głównie statki radzieckie, a od lat 60. XX w. do końca lat 70. – chińskie. Na początku lat 90. miasto było miejscem silnych niepokojów społecznych, które prowadziły do ucieczek drogą morską do Włoch. W 1999 roku, podczas wojny w Kosowie, w Durrës znalazło schronienie ponad 100 tys. uciekinierów.

## Zabytki i obiekty turystyczne
- Rzymski amfiteatr z początku II wieku, największy na Bałkanach. Obiekt ten ma średnicę ok. 120 m i wysokości trybun ok. 20 m, mógł pomieścić 15 tysięcy ludzi. Położony jest na stoku wzgórza w pobliżu murów i budynków mieszkalnych. Ruiny amfiteatru odkryto w 1966 roku podczas kopania studni. Gdy zakazano walk gladiatorów, miejscowa społeczność chrześcijańska przejęła amfiteatr w V wieku, tworząc pod trybunami kaplicę w VI wieku, zaś na arenie – cmentarz.
- Termy rzymskie z II wieku – odkryte w 1962 roku
- Forum rzymskie z V wieku, pełniące swe funkcje do VII wieku
- Pozostałości murów obronnych – wybudowane na przełomie V i VI wieku przez cesarza bizantyńskiego Anastazjusza I, celem ochrony miasta przed najazdami barbarzyńskich plemion.
- Wenecka wieża – mieszcząca się w porcie. Od niej zaczyna się najlepiej zachowany fragment murów miejskich.
- Pałac byłego albańskiego króla Zoga I – wybudowana na wzgórzu nad miastem w latach 20. XX w. rezydencja nadmorska w stylu Art déco. Przed pałacem stoi pomnik Skanderbega oraz radar zbudowany przez armię włoską. Obiekt jest dostępny dla zwiedzających.
- Prawosławna katedra św. Pawła i św. Astiusa
- Wielki Meczet – wybudowany w 1994 r. na miejscu wcześniejszego meczetu zburzonego w 1967 roku w ramach walki z religią w komunistycznej Albanii
- Muzeum Archeologiczne – powstałe w 1951 roku. Znajduje się w budynku przy porcie, niedaleko murów miejskich. Muzeum przedstawia dzieje miasta z czasów greckich, rzymskich i bizantyjskich.

## Galeria

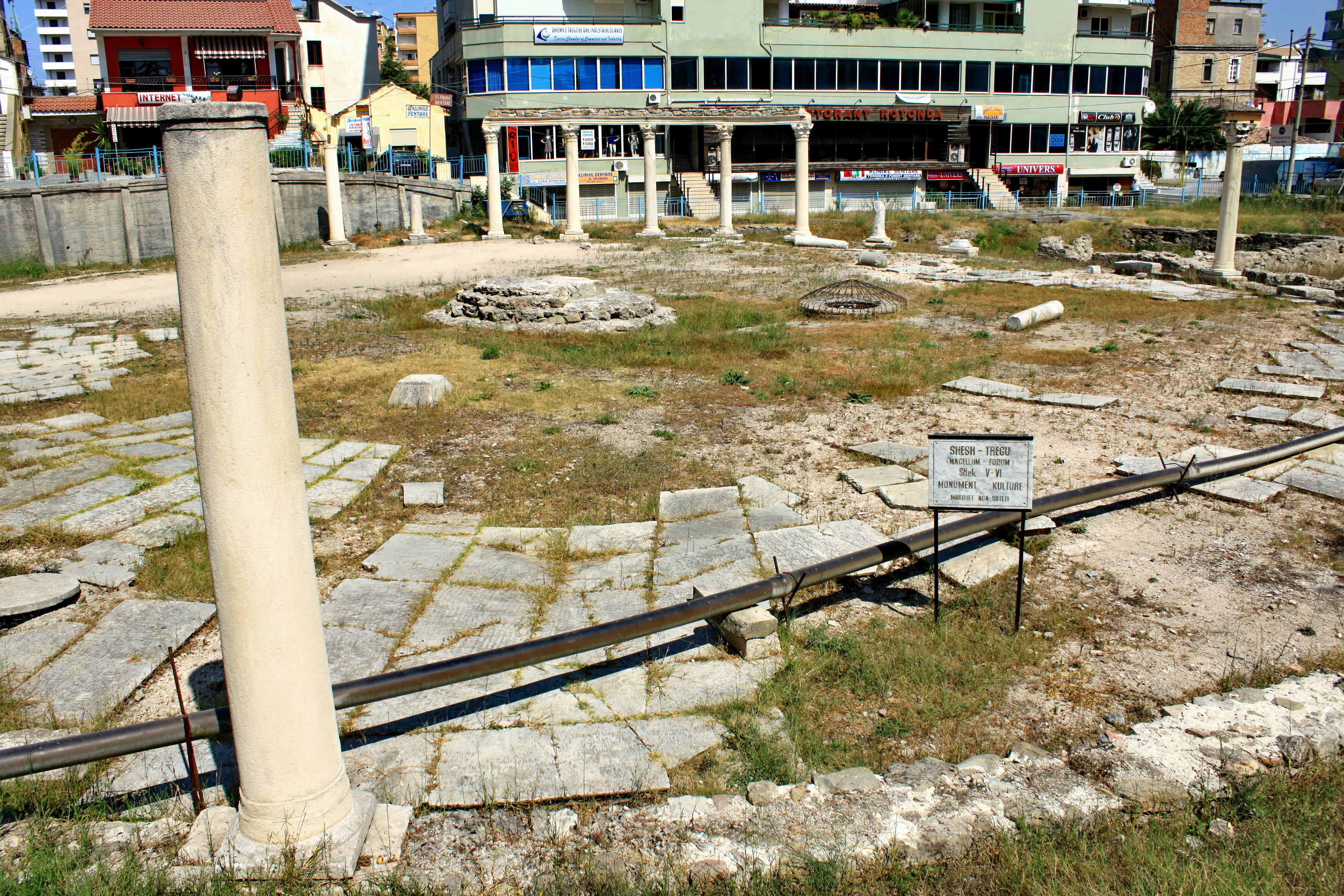
Forum rzymskie
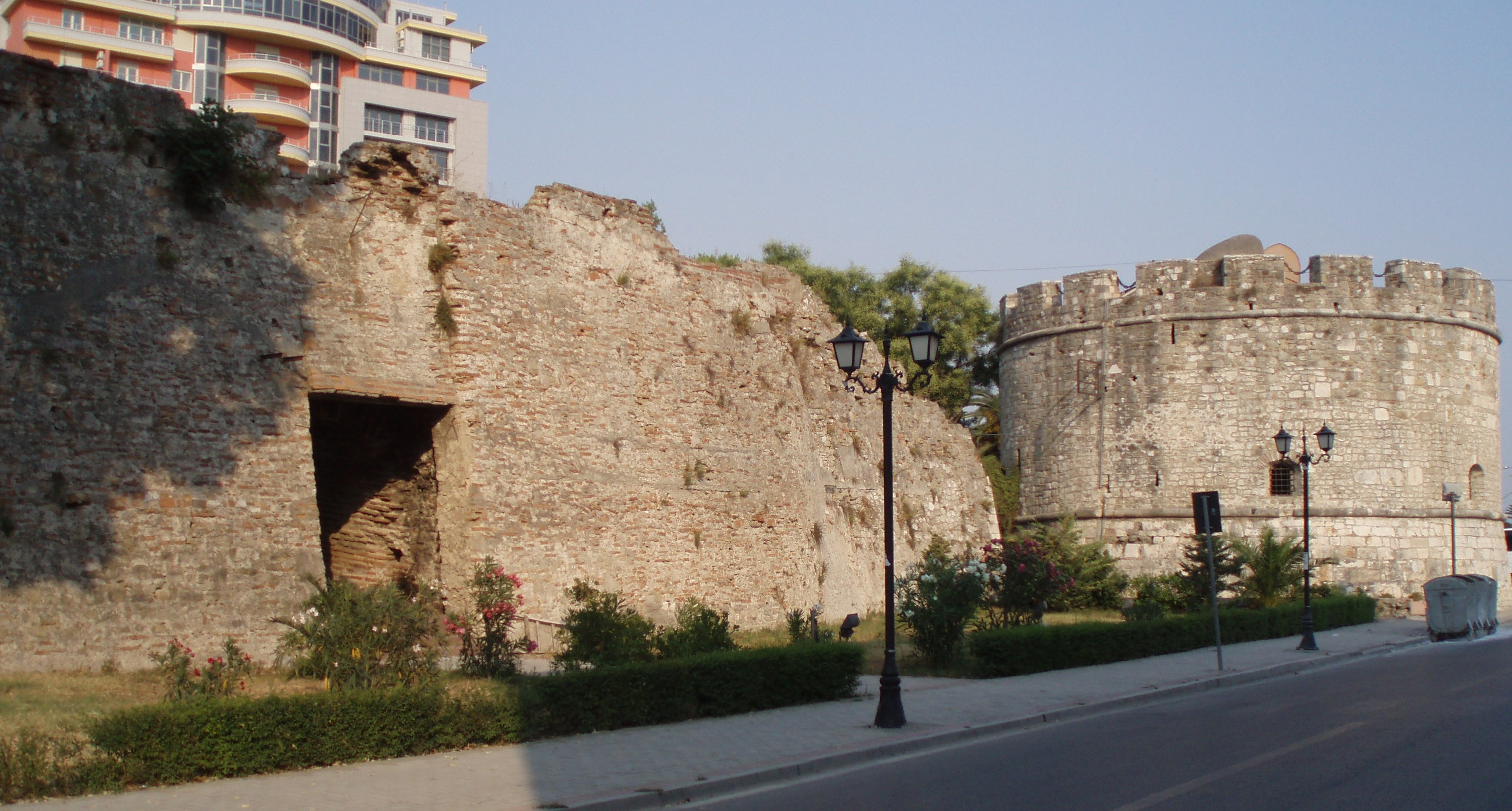
Mury miejskie
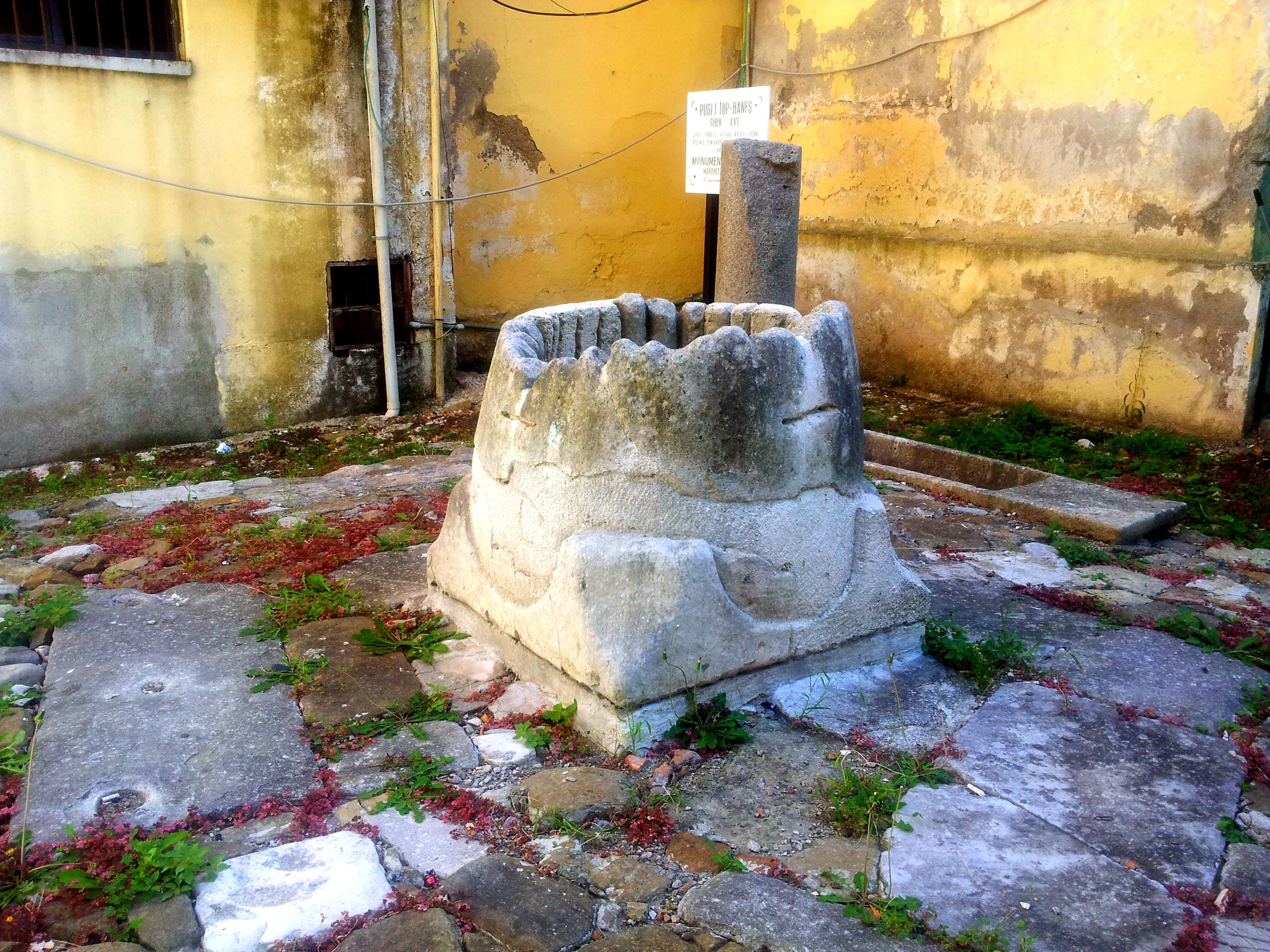
Studnia z XVI wieku
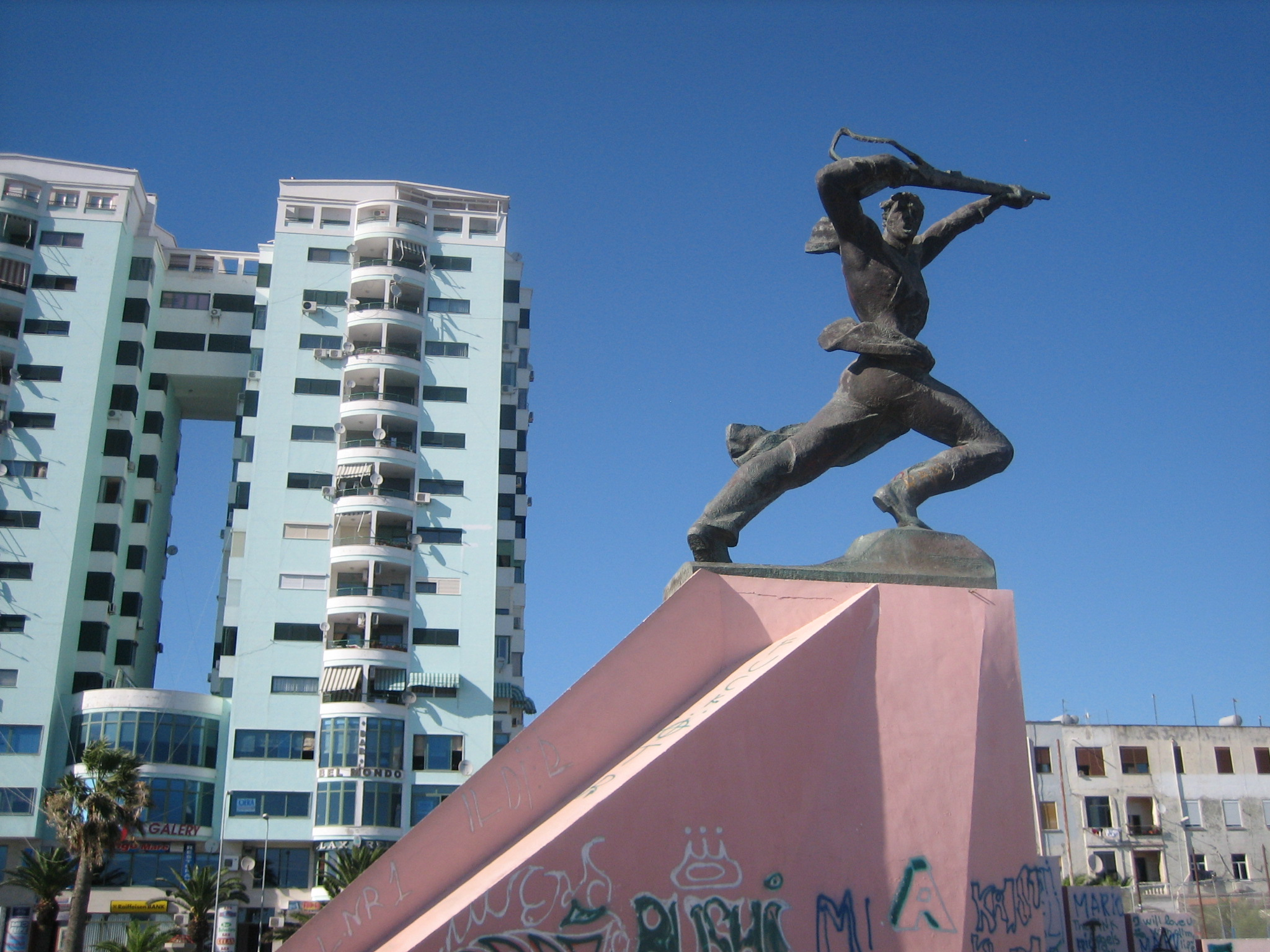
Pomnik partyzanta
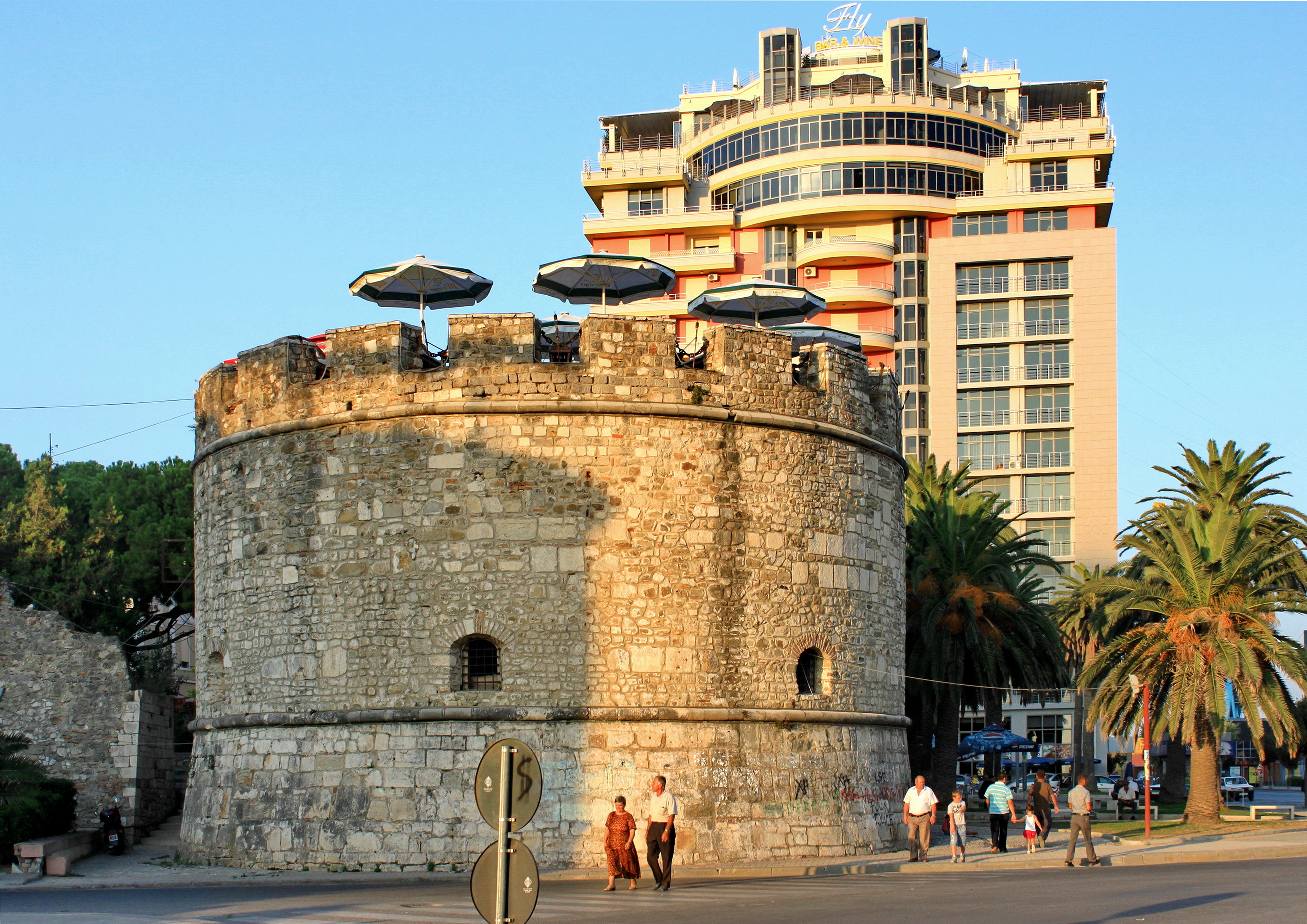
Wieża wenecka
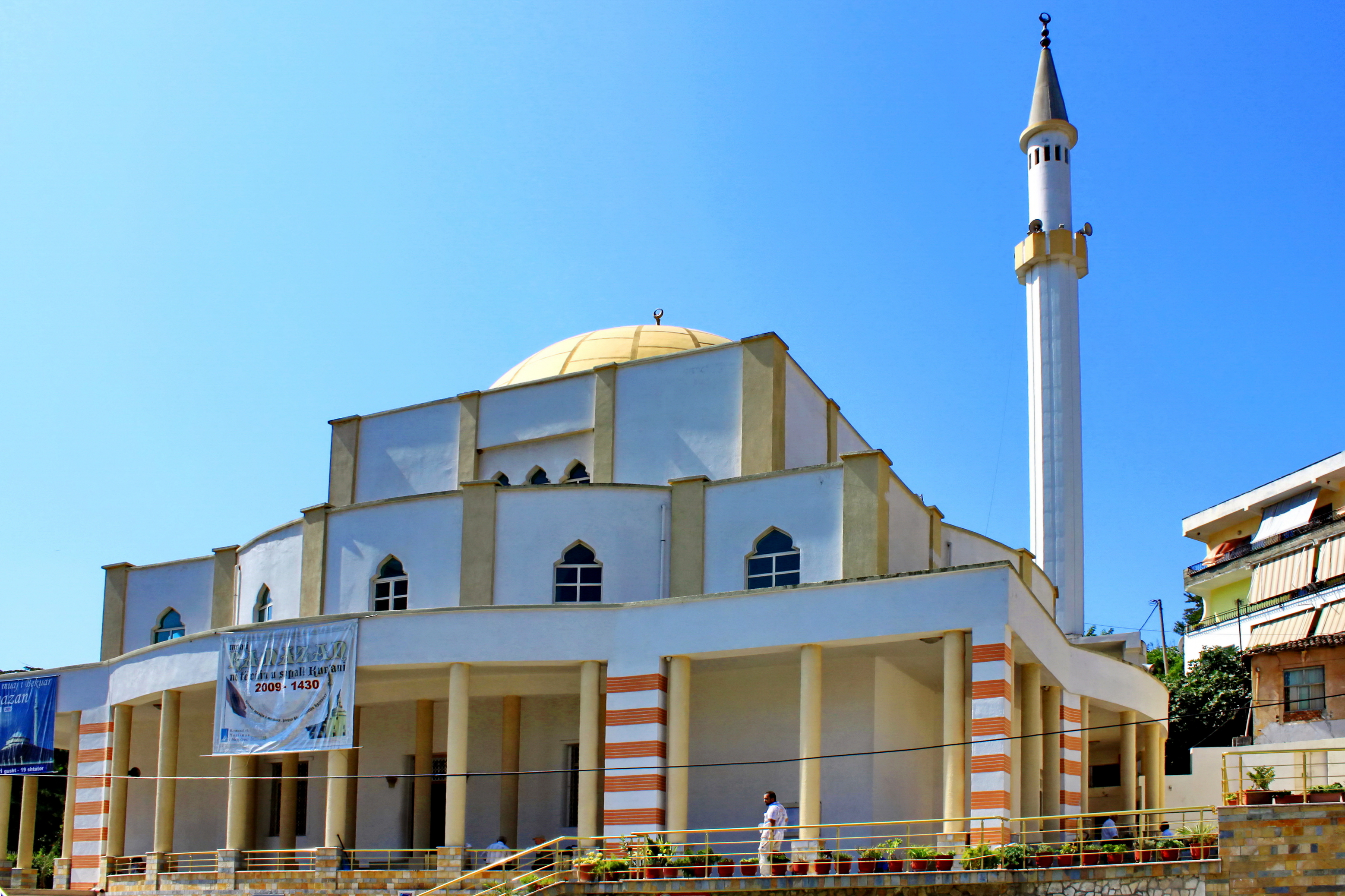
Wielki Meczet
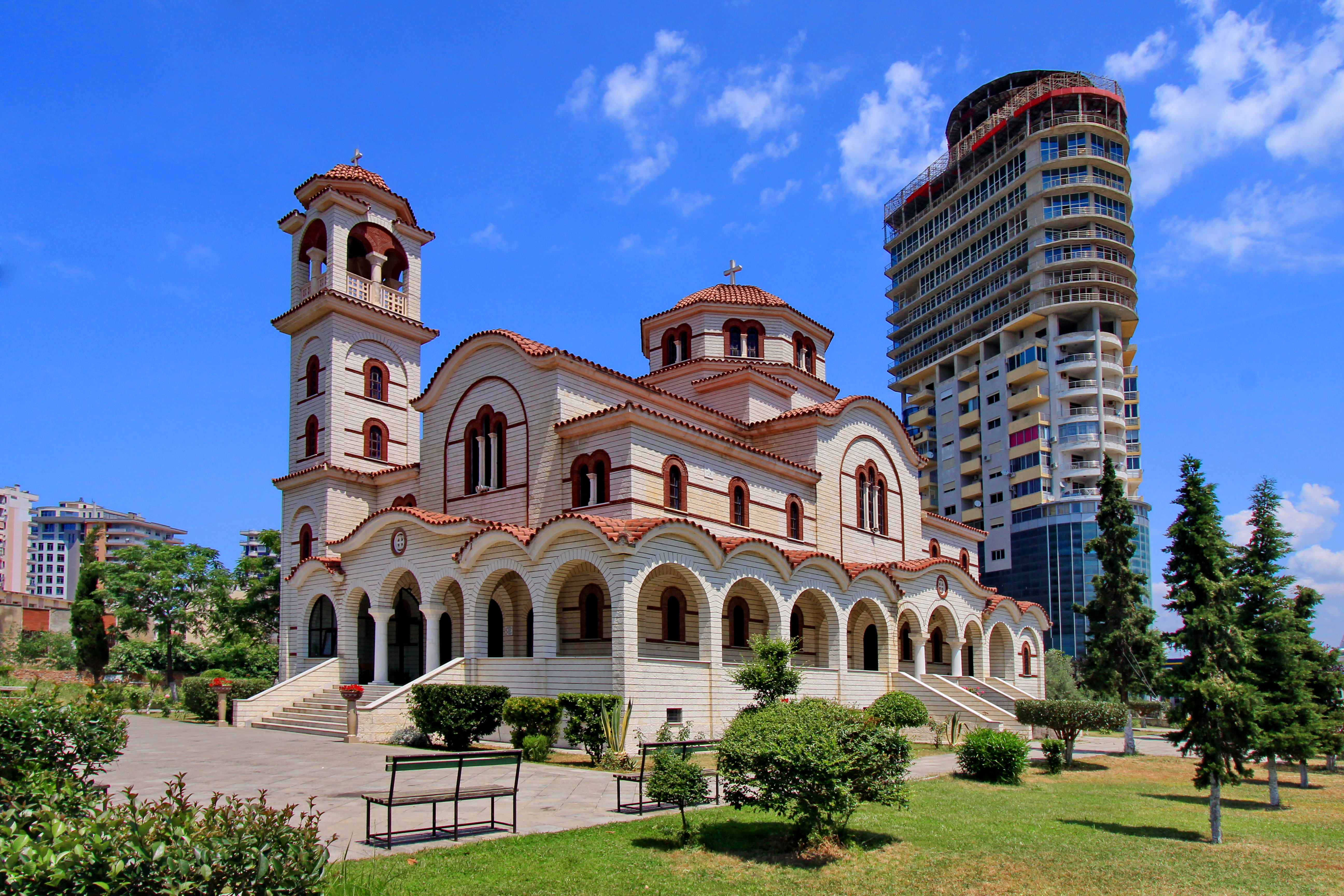
Prawosławna katedra św. Pawła i św. Astiusa
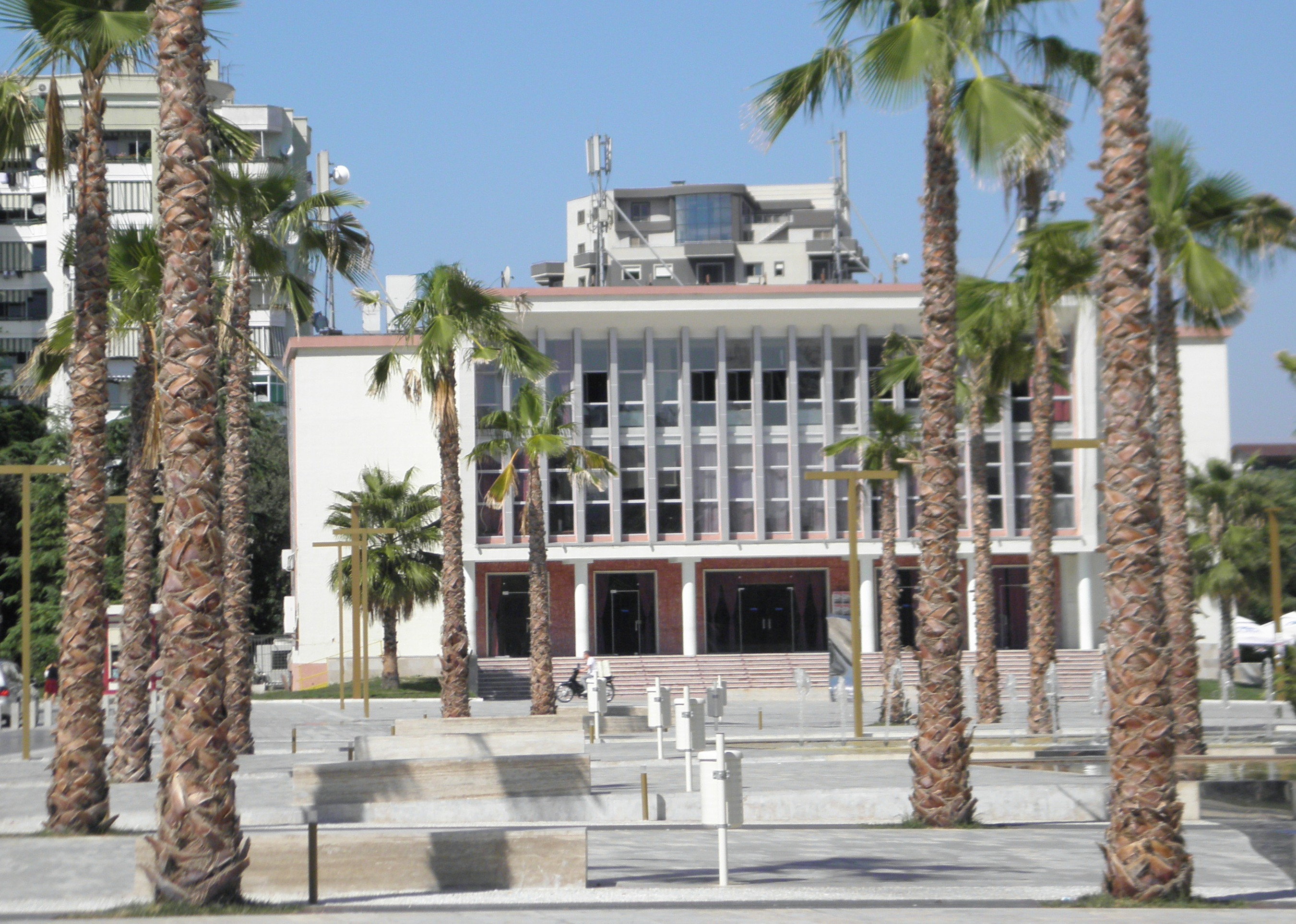
Teatr im. Aleksandra Moisiu
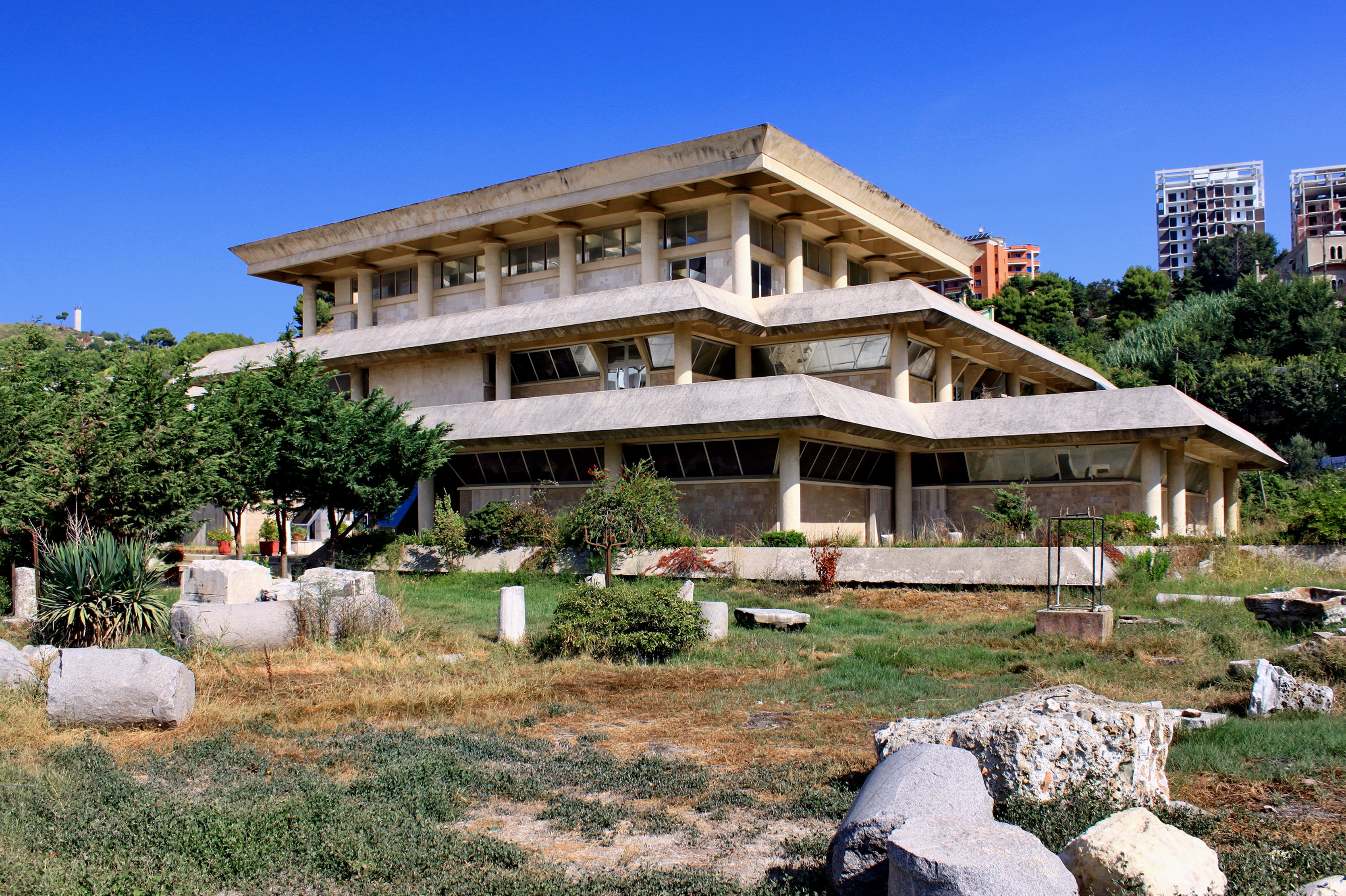
Muzeum Archeologiczne
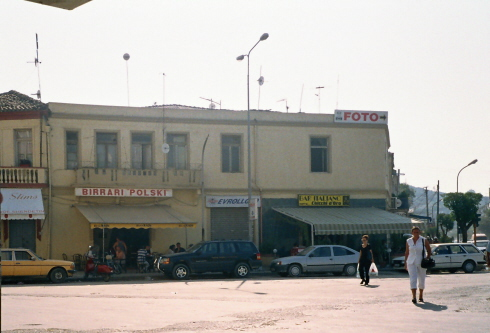
„Polska” piwiarnia w Durres
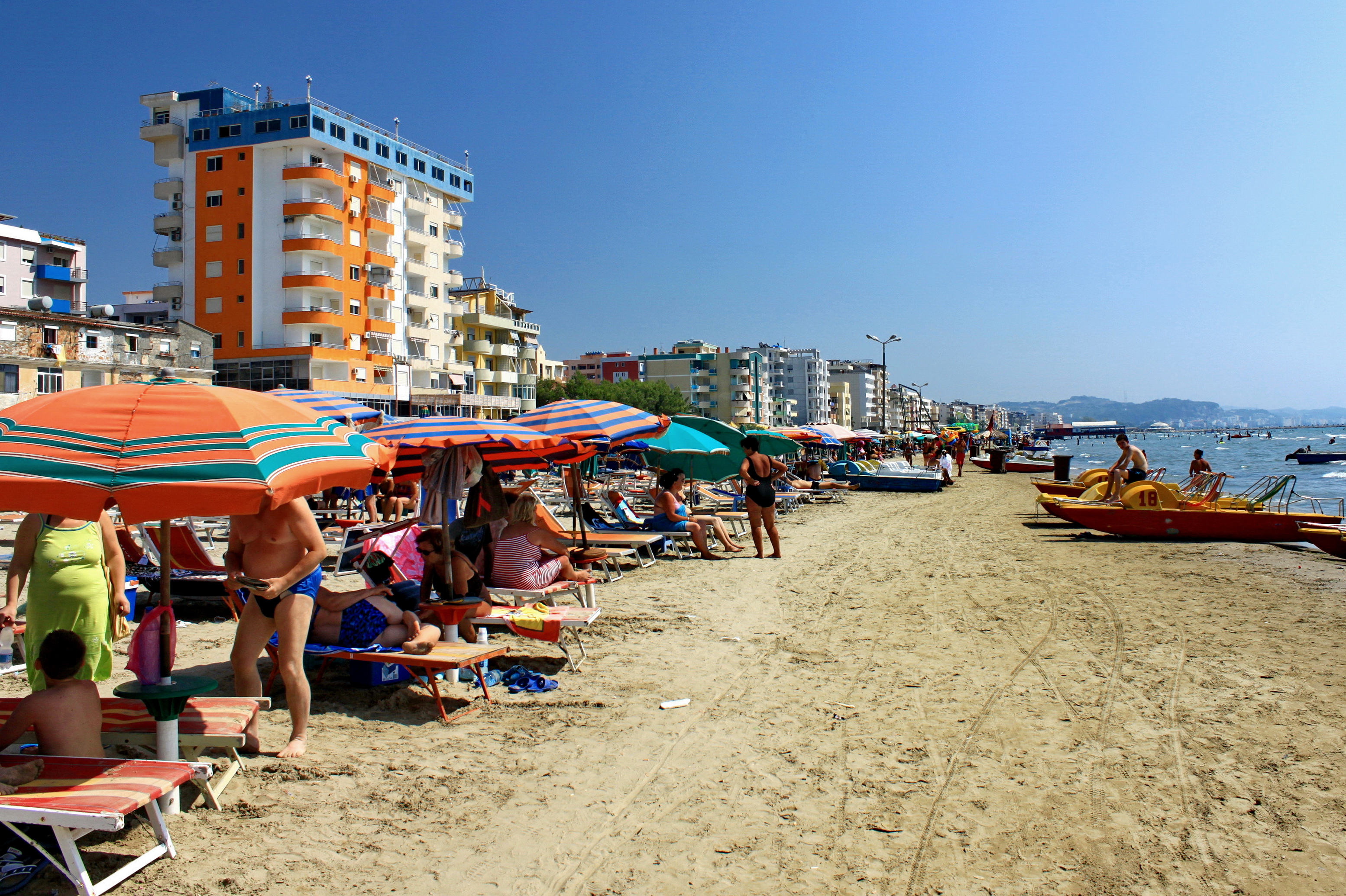
Plaża miejska
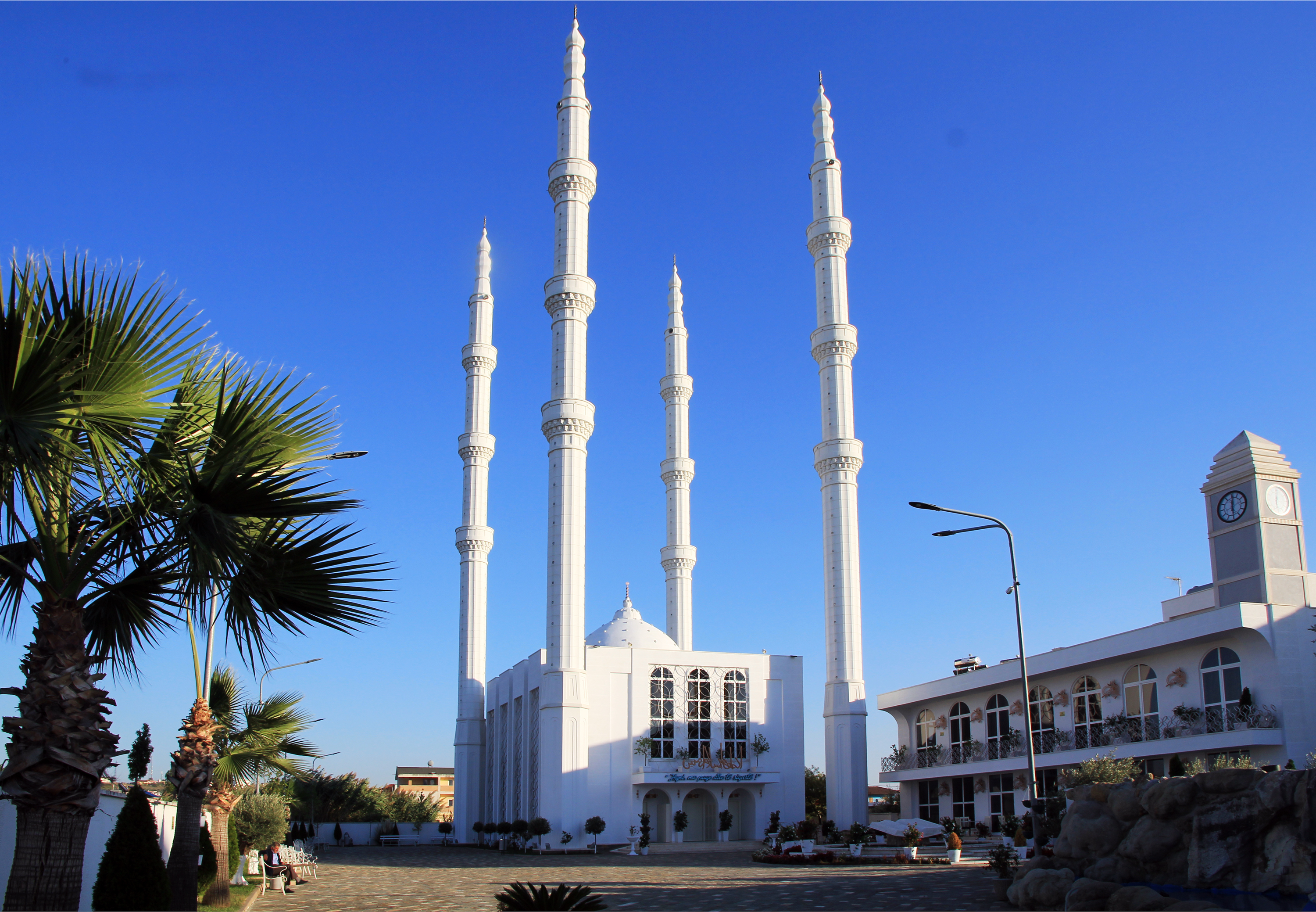
Meczet Riza Bajrami

## Gospodarka
Główny albański port handlowy.
W mieście rozwinął się przemysł taboru kolejowego, chemiczny, spożywczy, radiowo-telewizyjny oraz tytoniowy.
25 maja 1993 roku Gdańska Stocznia Remontowa im. J. Piłsudskiego i Stocznia Morska w Durrës podpisały umowę o utworzeniu spółki joint venture o kapitale inwestycyjnym 1,5 mln USD. Stocznia gdańska miała 51% udziałów w spółce. Współpraca polsko-albańska trwała do 2003 roku.

## Miasta partnerskie
- Bari, Włochy
- Prisztina, Kosowo
- Prizren, Kosowo
- Stambuł, Turcja
- Ulcinj, Czarnogóra
- Saloniki, Grecja